# Đài Truyền hình Ba Lan
Đài Truyền hình Ba Lan hay Telewizja Polska (viết tắt: TVP) là đài truyền hình công cộng tại Ba Lan, có trụ sở tại Warszawa. Đài truyền hình thuộc sở hũu và điều hành quản lý bởi chính phủ Ba Lan, thành lập vào năm 1952. Đây là đài truyền hình lâu đời nhất và lớn nhất tại Ba Lan.